# Kinkempois
Pour les articles ayant des titres homophones, voir Quincampoix (homonymie) et Quinquempoix.
Cet article possède un paronyme, voir Quiquampoix.
Kinkempois est un quartier de la section d'Angleur dans la commune de Liège, dans la province homonyme en Région wallonne. Situé entre la Meuse au nord, la colline du Sart-Tilman au sud, Ougrée à l'ouest et Angleur à l'est, le quartier est connu pour sa gare de triage, un dépôt de locomotives et diverses autres installations ferroviaires.

## Étymologie
D'après le Dictionnaire des noms de lieux en Wallonie et à Bruxelles de Jean-Jacques Jespers (p.355), l'expression wallonne A quin qu'en poist (en français : « à qui qu'il en pèse ») – une allusion à une dîme vexatoire levée sur les moulins – serait devenue le nom d'un moulin, et ensuite, par extension, au lieu-dit.

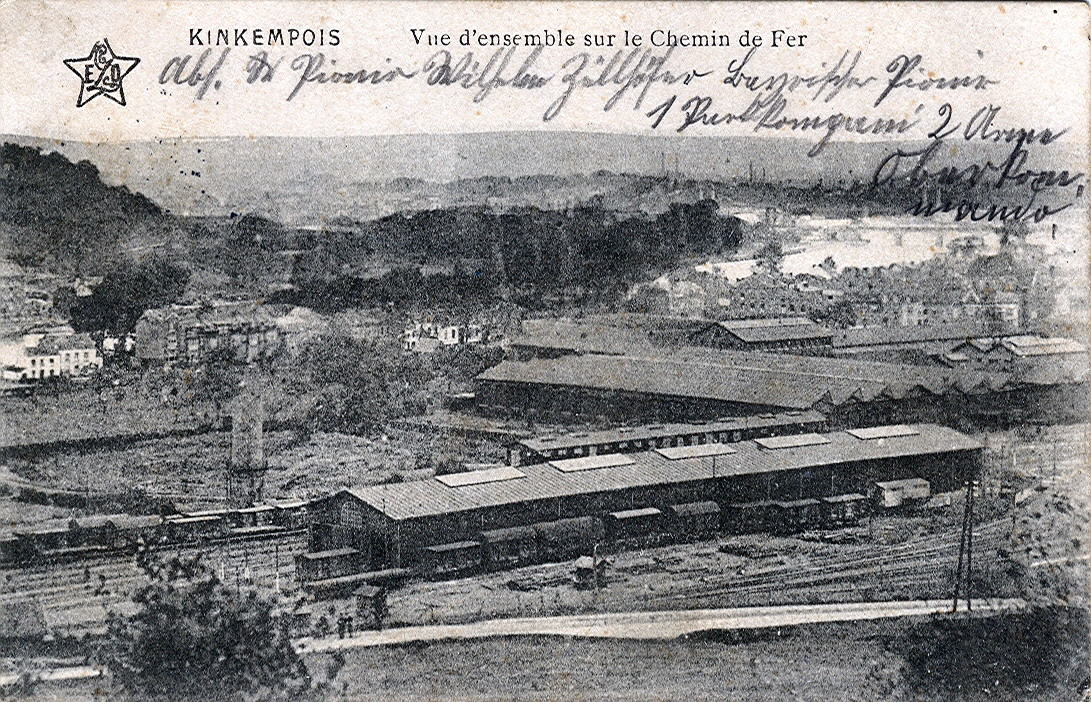
La gare de Kinkempois en 1915

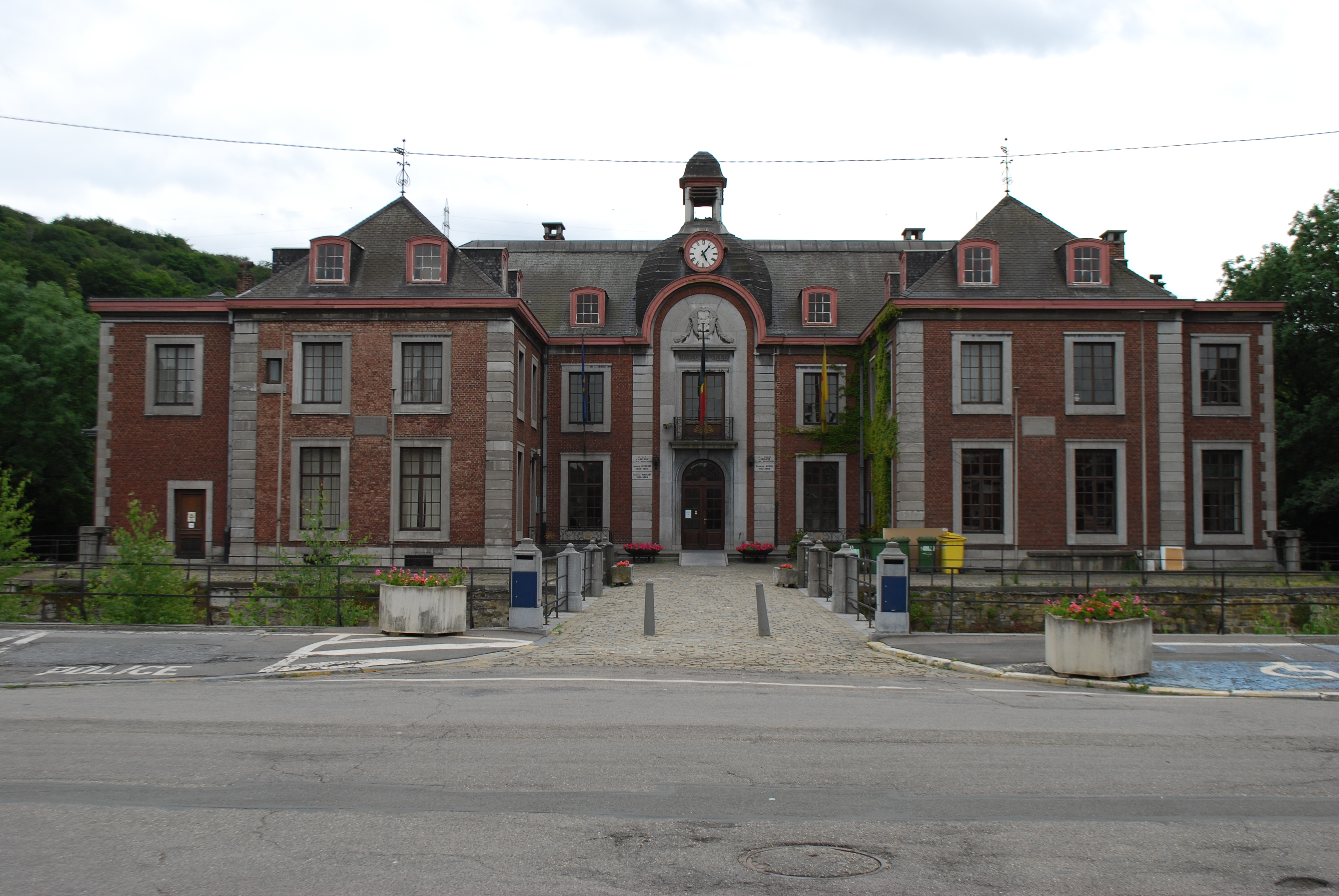
Le château de Peralta.

## Infrastructures
Kinkempois abrite une importante gare de triage, dont le premier bâtiment a été construit en 1883. S'y ajoute un atelier d'entretien des locomotives électriques et locomotives diesel et des trains complets.
Le tunnel Kinkempois est un des tunnels de la liaison E25-E40/A602.

## Patrimoine
Le château et le parc de Kinkempois ou de Péralta, établis sur une ancienne propriété de l'abbaye de Saint-Laurent, sont classés comme site depuis 1937.

## Événements
En juillet 2021, le quartier est durement touché par les inondations qui ravagent la province de Liège.